# Bądkowo Jeziorne
Bądkowo Jeziorne (prononciation : [bɔntˈkɔvɔ jɛˈʑɔrnɛ]) est un village polonais de la gmina de Brudzeń Duży dans le powiat de Płock de la voïvodie de Mazovie dans le centre-est de la Pologne.
Il se situe à environ 4 kilomètres au nord-ouest de Brudzeń Duży (siège de la gmina), 23 kilomètres au nord-ouest de Płock (siège du powiat) et à 118 kilomètres au nord-ouest de Varsovie (capitale de la Pologne).

## Histoire
De 1975 à 1998, le village appartenait administrativement à la voïvodie de Płock.